# 푼타레나스 FC
푼타레나스 푸트볼 클루브(스페인어: Puntarenas Fútbol Club)는 코스타리카 푼타레나스주의 푼타레나스를 연고로 하는 프로 축구 클럽이다.

## 선수 명단

### 현역
참고: FIFA 자격 규정에 따라 소속된 국가대표팀 국기를 표시합니다. 선수는 복수의 FIFA 비회원국 국적을 가지고 있을 수 있습니다.
| 번호 | 포지션 | 국적     | 이름                |
| ---- | ------ | -------- | ------------------- |
| 4    | DF     | 우루과이 | 로베르토 에르난데스 |
| 15   | DF     |          | 히람 무뇨스         |
| 20   | MF     | 콜롬비아 | 산티아고 칸티요     |
| 23   | MF     |          | 키븐 알레만         |

| 번호 | 포지션 | 국적 | 이름 |
| ---- | ------ | ---- | ---- |